# Diascia diffusa
Diascia diffusa är en flenörtsväxtart som beskrevs av George Bentham. Diascia diffusa ingår i släktet tvillingsporrar, och familjen flenörtsväxter. Inga underarter finns listade i Catalogue of Life.